# Dekada Literacka
Dekada Literacka – dwumiesięcznik ukazujący się w Krakowie od 1990 do 2012 roku, poświęcony kulturze i sztuce, w tym literaturze, filmowi, teatrowi i sztukom plastycznym.
Na łamach czasopisma publikowane były artykuły naukowe z dziedzin humanistycznych, recenzje, eseje, przeglądy prasy kulturalnej, a także twórczość poetycka i prozatorska. Niektóre numery miały charakter monograficzny, np. poświęcone w całości literaturze jednego narodu. Wydawcą pisma była Fundacja na Rzecz Głębokiej Integracji Dynamis, funkcję redaktora naczelnego pełnił Marta Wyka, zastępcą była Teresa Walas.